# بلندی

بلندی

بُلندی یا بُلندا (به عربی: ارتفاع) اندازه فاصله عمودی است. به یک شیء یا پدیده دارای ارتفاع، مُرتَفَع یا بُلند (در قدیم هم‌چنین بَرز) گفته می‌شود.

## نام
واژهٔ ارتفاع در دو معنی کاربرد دارد. یکی بلندی قد یک چیز که در فارسی به آن بُلندی یا بُلندا گفته می‌شود و دیگری فاصلهٔ یک چیز از زمین (مانند هواپیما) که در فارسی به آن نیز فرازا گفته می‌شود.

## مفهوم
در معنی اول ارتفاع به معنی فاصلهٔ میان بلندترین نقطهٔ یک جسم (مانند یک ساختمان یا یک کوه) از یک سطح مبنا (مثلاً سطح دریای آزاد) است. در کرهٔ زمین ارتفاع در وضع هوا نقش اساسی دارد. هرچه ارتفاع بیشتر باشد، آب و هوا سردتر و هرچه کم‌تر باشد، آب و هوا گرم‌تر است.
در ریاضیات، ارتفاع را در محور (y) از محورهای مختصات در دستگاه مختصات دکارتی می‌سنجند.